# رأس الخیرات
رأس خیرات (به عربی:  رأس الخیرات ) نام روستایی است از توابع شهرستان القریات ( ولایة القریات ) یکی از شهرستان‌های استان مسقط در کشور پادشاهی عمان. مساحت رأس الخیرات در حدود ۸۳۰ کیلومتر مربع است. این روستا در کرانهٔ
شرقی خلیج عمان، و از سمت مغرب ولایت دماء والطائیین واقع می‌باشد.

## جمعیت
جمعیت روستای رأس الخیرات در حدود ۱۸۶ نفر (۲۵خانوار) می‌باشد. شغل مردم روستا کشاورزی و دامداری است، و از راه زراعت وتجارت امرار معاش می‌کنند. گروهی از مردم روستا از راه
ماهی‌گیری گذران زندگی می‌کنند.